# Stinson SM-6000
Lo Stinson SM-6000 conosciuto anche come Stinson Airliner è stato un trimotore statunitense civile da trasporto, prodotto dall'azienda statunitense Stinson Aircraft Company a partire dal 1930.
Costruito, durante la sua lunga vita operativa, in 53 esemplari di diverse versioni, fu un modello di un discreto successo per la casa.

## Storia del progetto
Nel 1929 la Stinson Aircraft Corporation acquisì la ditta concorrente canadese Corman. 
La Corman aveva in produzione il "Corman 3000", un velivolo relativamente ben progettato ma che non aveva avuto successo. 
I progettisti della Stinson modificarono ben poco il modello originale a cui fu data la designazione di SM-6000.
I primi ordini di acquisto arrivarono da due piccole compagnie americane, la NYC-Philadelphia-Washington Airways e la Western Air Service, che comprarono rispettivamente tre e due aerei della prima versione della serie SM-6000A. Furono seguite dalla Rapid Air Lines che, con sei macchine acquisite, divenne il più grande utilizzatore dello SM-6000A.
All'inizio del 1931 la Stinson propose una versione migliorata denominata SM-6000B2. I due modelli erano poco differenti a parte l'aspetto degli interni leggermente più lussuoso sulla seconda versione. 
Questa fu costruita in 42 esemplari di cui circa quindici per la sola American Airways. 
La Stinson sviluppò anche una versione mista in grado di trasportare passeggeri e posta per la US Air Mail, la posta aerea degli Stati Uniti.
La maggior parte degli SM-6000 furono venduti negli Stati Uniti e volarono negli anni '30 e '40. Nel 1942 la US Army Air Forces requisì un SM-6000B1 per missioni di supporto operativo.
Questo aereo ricevette la designazione militare di C-912. Tuttavia, non lasciò mai il territorio americano durante la guerra fino a quando fu ritirato dal servizio nel 1945.

## Struttura
Gli Stinson SM-6000 erano monoplani ad ala alta, a sbalzo, di struttura mista, metallo e legno. Differentemente dagli altri famosi trimotori dell'epoca (in particolare i Fokker), l'ala degli Stinson non era montata sopra la fusoliera, ma in posizione più bassa tanto da risentirne in quanto alla dimensione dell'altezza interna della cabina.

## Velivoli comparabili
Paesi Bassi
- Fokker F.VII

 Germania
- Junkers G 24
- Junkers G 31

 Italia
- Caproni Ca.101

 Stati Uniti
- Ford Trimotor